# Radulf (Thüringen)
Radulf († nach 642) war ein von den Merowingern eingesetzter Herzog von Thüringen.  

## Leben
Seine Herkunft ist unbekannt, als Vater wird ein gewisser Chamar genannt. Dieser war vermutlich Thüringer Adliger.

Anfang der 630er Jahre (vor 634) setzte der merowingische Frankenkönig Dagobert I. Radulf als Herzog von Thüringen ein, das Anfang des 6. Jahrhunderts ein eigenes Königreich gewesen war, 531 aber von den Franken besiegt und erobert worden war. Radulf sollte nun als Herzog vor allem die Grenzsicherung gegen die slawischen Stämme der Nachbarschaft übernehmen, die sich um 623/624 unter Samo zusammengeschlossen hatten und den Franken im Jahr 631 eine Niederlage in der Schlacht bei Wogastisburg beibrachten. Tatsächlich gelang Radulf ein Sieg gegen die Slawen.

Nach dem Tod Dagoberts (639) und  Pippins (640) brach der schwelende Konflikt zwischen den Pippiniden und Radulf offen aus. Im Zuge dessen zog Dux Adalgisel mit Grimoald, Kunibert von Köln, den Söhnen Arnulfs von Metz, dem Herzog Bobo, dem Alamannenherzog Leuthari sowie König Sigibert (dem damals noch unmündigen Sohn Dagoberts) gegen Radulf, der mit dem agilolfingischen Herzog Fara verbündet war. Fara, der im Gebiet der Wetterau oder im Raum Aschaffenburg herrschte, wurde besiegt, doch Radulf verschanzte sich an der Unstrut und konnte vom fränkischen Heer nicht besiegt werden. Dies lag offenbar auch daran, dass Radulf im königlichen Heer Freunde hatte und der Angriff nicht von allen Truppen ausgeführt wurde. Unter den Freunden Radulfs waren etwa die Mainzer (Macancinses).

Über die weitere Herrschaft Radulfs und ihre Dauer ist nichts bekannt, Radulf scheint seine weitgehend selbständige Position behauptet zu haben; sie ist auch ein Symptom für den beginnenden Machtverfall der späten Merowinger, die zum Aufstieg der Karolinger im Frankenreich geführt hat. Radulf schloss nach dem Krieg gegen die Pippiniden offenbar Frieden mit den Slawen und benachbarten Völkern.